# Bežovce
Bežovce (Hongaars: Bező) is een Slowaakse gemeente in de regio Košice, en maakt deel uit van het district Sobrance.
Bežovce telt 1.017 inwoners.